# 华门
华门，位于山西省临汾市尧都区，在2002年建成，立有「天下第一门」之標語。
華門景區總佔地150畝，建築面積22,000平方米，寬80米，總高度50米，比法國巴黎凱旋門還高0.4米。主建築正面三門並立，象徵堯、舜、禹三帝。主門高達18米，是世界上最高最大的門。華門以“源遠流長、門開國盛、堯天舜日、東方巨龍、連環九鼎、天下巨聯、登高望遠、華門飛願、名門博覽、華門之夜”等十大景觀而著稱。